# Ідріса Джало
Ідріса Джало (порт. Idriça Djaló) — політик із Гвінеї-Бісау та лідер Партії національної єдності (PUN).
Ідріса Джало — бізнесмен, заснував PUN 26 липня 2001 року. Балотуючись як кандидат від PUN на президентських виборах 19 червня 2005 року, Джало посів 8 місце з 13 кандидатів, отримавши 0,81% голосів. На той час був наймолодшим кандидатом на виборах. У 2019 році посів 9 місце з 12 кандидатів з 0,46% та вибув в першому турі виборів  